# Margaret Oliphant Oliphant
Margaret Oliphant Oliphant, nata Margaret Oliphant Wilson (Wallyford, 4 aprile 1828 – Londra, 25 giugno 1897) è stata una scrittrice e poetessa scozzese.

## Biografia
Margaret Oliphant trascorse l'infanzia a Lasswade (vicino Dalkeith), Glasgow e Liverpool. Fin da ragazza si esercitò con esperimenti letterari e nel 1849 pubblicò il suo primo romanzo, Passages in the Life of Mrs Margaret Maitland. Con un discreto successo, l'opera tratta del movimento per la Libera Chiesa Scozzese, movimento per cui i genitori di Margaret simpatizzavano. Nel 1851 venne pubblicato Caleb Field. Lo stesso anno Margaret conobbe il Maggiore William Blackwood a Edimburgo, che la invitò a contribuire al famoso Blackwood's Magazine. Continuò per tutta la vita a scrivere per la rivista fino ad arrivare a oltre un centinaio di articoli, tra cui anche una critica a Arthur Dimmesdale, personaggio del romanzo La lettera scarlatta di Nathaniel Hawthorne.
Nel maggio del 1852 sposò suo cugino Frank Wilson Oliphant, a Birkenhead, andando poi a vivere a Harrington Square, a Londra. Frank era un vetraio specializzato nella costruzione di vetrate per chiese e cattedrali. Il marito era di costituzione molto debole e tre dei loro sei figli morirono ancora infanti, mentre egli stesso iniziò a mostrare sintomi sempre più gravi di una crescente consunzione (nome ottocentesco della Tubercolosi). Nel gennaio 1859, per la salute del marito, Margaret Oliphant si trasferì prima a Firenze e poi a Roma, dove il marito morì. Oliphant, rimasta quasi del tutto priva di risorse, tornò in Inghilterra accollandosi l'onere di sostenere i tre figli rimasti, con solo la sua attività letteraria.

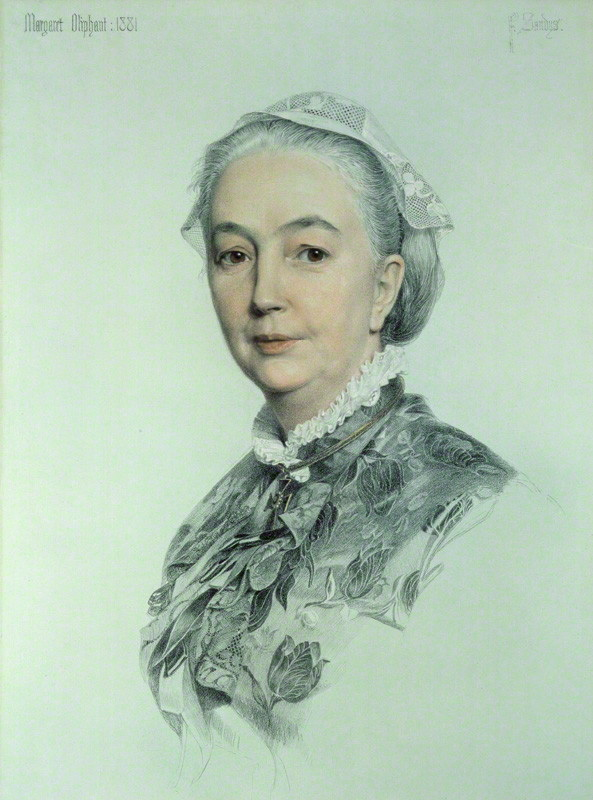
Margaret Oliphant raffigurata nel 1881 da Frederick Augustus Sandys

Negli anni '60 dell'Ottocento Oliphant era ormai diventata una famosa e affermata scrittrice, grazie alla sua diligenza. Sfortunatamente la sua vita privata fu piena di sventura e delusione. Nel gennaio del 1864 morì la sua ultima figlia Maggie, a Roma. Venne sepolta assieme al padre. Il fratello di Margaret, emigrato in Canada, venne coinvolto in un crac finanziario ed ella offrì una casa a lui e i figli, un ulteriore peso che si aggiunse alle già pesanti responsabilità che dovette sostenere.
Nel 1866 si trasferì a Windsor nel Berkshire per restare vicino ai figli, che vennero educati all'Eton College. Qui vi rimase per il resto della vita, e per più di trent'anni scrisse e produsse opere letterarie, diventando nel 1880 mentore letteraria della scrittrice irlandese Emily Lawless. L'ambizione per il successo dei figli rimase però insoddisfatta. Cyril Francis, il maggiore dei tre figli rimasti, morì nel 1890 lasciando incompleta la biografia che stava scrivendo su Alfred de Musset, che verrà incorporata nella raccolta della madre Foreign Classics for English Readers. Il figlio più giovane Francis, detto "Cecco", collaborò con la madre alla stesura di Victorian Age of English Literature guadagnandosi un lavoro al British Museum, venne però rifiutato da Sir Andrew Clark, noto medico dell'epoca e primo barone del Regno Unito. Cecco morì nel 1894. Dopo aver perso anche l'ultimo figlio, Oliphant iniziò a perdere l'interesse per la vita. La salute incominciò lentamente a calare finché non morì, a Wimbledon, il 25 giugno 1897.

## Opere
Nonostante le numerose disgrazie vissute in prima persona, Margaret Oliphant fu una prolifica scrittrice con oltre 120 opere singole, tra cui romanzi, diari di viaggio e descrizioni, storie e vari volumi di critica letteraria.
I principali lavori tuttavia sono:

### Romanzi
- Adam Graeme (1852)
- Magdalen Hepburn (1854)
- Lilliesleaf (1855)
- The Laird of Norlaw (1858)
- The Chronicles of Carlingford raccolta di storie pubblicate per la prima volta sul Blackwood's Magazine tra il 1862 e il 1865:
  - Salem Chapel (1863)
  - The Rector
  - Doctor's Family (1863)
  - The Perpetual Curate (1864)
  - Miss Marjoribanks (1866)
  - Phoebe Junior (1876)
- Madonna Mary (1867)
- Squire Arden (1871)
- He that will not when he may (1880)
- Hester (1883)
- Kirsteen (1890)
- The Marriage of Elinor (1892)
- The Ways of Life (1897)
- The Beleaguered City (1880)
- A Little Pilgrim in the Unseen (1882)
- Autobiography and Letters, autobiografia della Oliphant, che presenta una toccante immagine delle sue ansie interiori, venne pubblicata postuma nel 1899. Solo alcune parti di questa autobiografia sono state scritte per un vasto pubblico, poiché l'idea iniziale di Margaret era di destinarla al figlio Cyril, che però morì durante la stesura[2].

### Traduzioni
- Una piccola pellegrina nel mondo invisibile, Reggio Emilia, Miraviglia editore, 2010
- La finestra della biblioteca, a cura di Maria Teresa Chialant, Venezia, Marsilio editore, 2001
- Miss Marjoribanks. Cronache di Carlingford, traduzione di Carmelina Boggia e Ilaria Cicione, Roma, Elliot Edizioni, 2021
- La città assediata, traduzione di Erica Caimi, Roma, Elliot Edizioni, 2023
- L'incredibile storia di Mr Dalyell, traduzione di Eugenia Serravalli, Roma, Elliot Edizioni, 2023

### Critica Letteraria
- Schizzi storici del Regno di Giorgio II (1869)
- The Makers of Florence (1876)
- Storia della Letteratura Inglese dal 1760 al 1825 (1882)
- The Makers of Venice (1887)
- Royal Edinburgh (1890)
- Jerusalem (1891)
- The Makers of Modern Rome (1895)

Al momento della morte stava lavorando su Annals of a Publishing House, trattato sui bilanci e i successi della casa editrice Blackwood, alla quale per molti anni era stata così a lungo legata.